# Alphonse de Seynes
Pour la commune, voir Seynes.
Alphonse de Seynes (1786-1844) est un architecte et peintre français.

## Biographie
Alphonse Théodore Saussines de Seynes naît à Nîmes le 7 mai 1786.
Comme architecte, il édifie les maisons Foulc et Curnier à Nîmes, ou les temples de Saint-André-de-Valborgne et de Saint-Geniès-de-Malgoirès. En 1808, avec Agricol Liotard, il dresse un plan d'alignement de la ville de Nîmes.
On lui doit le premier recueil lithographié des monuments romains antiques de la cité des Antonin. Jugé « très-habile dessinateur » par Michel Nicolas, il laisse quelques toiles, dépeignant pour la plupart des intérieurs. Enfin, il a réalisé des dessins au sépia. En 1859, Nicolas va même jusqu'à estimer qu'il était « avant tout un artiste ».
Élu à l'Académie du Gard en 1808, il la préside en 1826.
Il meurt dans sa ville natale le 7 octobre 1844.

## Ouvrage
- Essai sur les fouilles faites en 1821 et en 1822 autour de la Maison-Carrée, Nîmes, Pouchon, 1823 (BNF 31359369).